# Антиповка (Волгоградская область)
Анти́повка — село в Камышинском районе Волгоградской области, центр Антиповского сельского поселения.

## География
Село Антиповка расположено в 50 км южнее районного центра города Камышин, на правом берегу Волгоградского водохранилища, на высоте 27 м над уровнем моря.

## История
Село Антиповка бывшая Зимовая, Михаило-Архангельская казачья станица.
Происходит из потомков московских стрельцов, учреждённых указом 1550 года первого русского царя Ивана Грозного.
В конце XVII века московские стрельцы стали активными участниками династических разборок между детьми царя Алексея Михайловича, и не раз с оружием в руках противостояли действиям правительства (восстание 1682 года, бунт 1698 года). Это, в конечном счёте, и определило указ Петра I о ликвидации стрелецкого войска.
Правительство Петра I приступило к реформированию вооружённых сил России - восемь московских стрелецких полков были передислоцированы из столичного гарнизона, на «вечное житье», в украинные (пограничные) города Белгород, Севск, Киев и Поволжье. При переселении на среднюю Волгу, в район Камышина бывшие московские стрельцы стали известны "...под именем солдат, а саратовские — ружников." Численность этих военных команд-поселений была от 200 - до 250 человек, не считая членов их семей, переселяемых вместе с ними. Назывались эти военные поселения солдатскими слободами.
Первоначальное наименование села Антиповки, как солдатской слободы неизвестно. Впервые упомянута в 1734 году как казачья станица Зимовая, одновременно с учреждением Волжского казачьего войска указом императрицы Анны Иоанновны.
В 1771 году началось насильственное переселение волжских казаков на Кавказ, для основания Терского казачьего войска. В связи с этим поволжские казаки приняли широкое участие на стороне Емельяна Пугачева в крестьянской войне 1773—1775 годов. После поражения Е. Пугачёва, Волжское казачье войско было упразднено указом императрицы Екатерины II от 1777 года. Соответственно станица Зимовая получила статус села.
Несмотря на утрату казачьего статуса население села было лично свободное и закрепощению не подвергалось.
Первая деревянная церковь в бывшей станице была сооружена ещё казаками: она сгорела. На её место была построена другая, тоже деревянная, освящённая 28 апреля 1760 г. Дубовским протопопом Саввиновым: она тоже сгорела до основания 25 декабря 1850 г. после литургии. После пожара был построен временно молитвенный дом, сгоревшый в 1873 г., а в 1875 г. приступлено к сооружению каменой церкви Михаила Архангела, оконченной в 1881 г. В храм в своё время Императрица Екатерина пожаловала ковш с надписью: " Божьею милостью мы, Екатерина вторая, императрица и самодержавица всероссийская и прочая и прочая и прочая.... Пожаловали сим ковшем волскаго войска Зимовой станицы атамана Никифора Кащеева за ево верныя службы в санктъ-питербурхе октября 28 дня 1764-го." А также Екатенриной II было подарено Евангелие большого размера с крышкой, обложенной серебром, печатанное в 1763 г.
Храм был каменным, красивой архитектуры, с каменной оградой. По тем временам его оценили до 85 тыс. рублей. Деньги на его постройку поступили от разных оборочных статей: рыболовных вод, водяных мукомольных мельниц, двух сенокосных островов и одной винной торговли, за которую брали около 3000 рублей ежегодно.
Постановлением Президиума Сталинградского Краевого исполнительного комитета за № 2490 от 27 июля 1935 года по ходатайству Камышинского райисполкома о закрытии церкви в с.Антиповка богослужение в селе было приостановлено.
К концу 80-х годов ХХ столетия в с.Антиповка был открыт молитвенный дом и возобновлено богослужение. А чуть позже, ровно через 70 лет после закрытия, православно верующие люди вновь вошли в храм, освященный в честь Архистратига Божия Михаила. Случилось это 27 августа 2005 года в день празднования Успения Божией Матери.

## Население
Динамика численности населения по годам:
| 1897 | 1911 |
| ---- | ---- |
| 4611 | 6592 |

| 2002  | 2010  | 2012  | 2013  | 2014  | 2015  | 2016  |
| ----- | ----- | ----- | ----- | ----- | ----- | ----- |
| 3014  | ↘2905 | ↘2884 | ↘2839 | ↘2781 | ↘2750 | ↘2745 |
| 2017  | 2018  | 2019  | 2020  | 2021  |       |       |
| ↘2724 | ↘2674 | ↘2627 | ↘2607 | ↘2554 |       |       |